# 누멘
누멘(Numen,복수 numina 누미나)는 "신성"또는 "신의 존재", "신의 뜻"에 대한 라틴어 용어이다.

## 언급
라틴어 저자들은 다음과 같이 정의했다.
마르쿠스 툴리우스 키케로는 "신성한 마음"(divina mens), "모든 것이 다 순종하는 신", "신성한 힘"(vim divinam)을 쓰면서 "사람의 삶에 퍼져있다." 그것은 징조로서 새들의 움직임과 외침을 일으킨다고 여겼다.
베르길리우스의 외눈박이 거인인 폴리페무스(Polyphemus)가 오디세이(Odyssey)에서 눈물을 흘리며 그의 아이네이드(Aeneid)에서 눈을 뜬 것을 그는 오디세우스(Odysseus)와 그의 부하들이 먼저 "위대한 누미나(magna precati numina)의 도움을 구한다."고 언급한다.
역사가 타키투스(Tacitus)는 아우구스투스의 기일과 관련하여 여론을 검토하면서 '사원과 누멘의 전령으로서 신격화한 그에게 신의 가호'를 바라는 취지의 언급을한다.
파테르누스(Paternus)에 보내는 편지에서 가이우스 플리니우스 카이킬리우스 세쿤두스는 "권력", "존엄성"및 "위엄"에 대해 열렬히 비난한다. 간단히 말해서 "역사의 누멘"(numen of history)으로도 다루어진다.
루크레티우스(Lucretius)는 누멘 멘티스(numen mentis)를 또는 '마음의 명령'(bidding of the mind)이라는 표현을 사용한다."bidding"은 누멘(numen)이거나 또는 아닐수도 있다. 마음은 신성한 것으로 간주되어야하지만, 단순히 인간의 의지와 같은 것으로 다루어지기고 한다.
한편 카를 융은 그의 자서전에서 다음과 같이 언급한바있다.
As it approaches consciousness it first appears projected in figures like mana, gods, daimons, etc., whose numen seems to be the vital source of energy, and in point of fact is so as long as these supernatural figures are accepted. (MDR Chapter12 II 346)
그것이 의식에 접근함에 따라 그것이 처음 나타난다. 마나, 신, 다이몬 등으로 불리는 누멘이 투영되어 에너지의 중요한 원천인 것처럼 보여지며 이러한 초자연적 인격이 수용되는 한 실제한다. (기억,꿈,반사상 - Chapter12 II 346)

## 같이 보기
- 다이몬
- 누 (이집트 신화)